# Перший канал (Росія)
«Перший канал» — загальноросійський державний цілодобовий пропагандистський телевізійний канал із найбільшим охопленням аудиторії РФ. Другий за віком телеканал СРСР та Росії після петербурзького П'ятого каналу. Веде мовлення з Москви, штаб-квартира знаходиться в телецентрі «Останкіно», на вулиці Академіка Корольова, 12. Позиціонується як головний телеканал країни.
Веде історію від Першої програми ЦТ СРСР, що виходила в ефір з 1951 року, це найстаріший телеканал Росії. В кінці 1991 року Центральне телебачення було замінено РДТРК «Останкіно» і був заснований 1-й канал Останкіно, що існував до 1995 року. 25 січня 1995 було засновано ОРТ. 1 квітня 1995 був утворений Перший канал, у той час називався «Громадське російське телебачення» (ОРТ) до 2 вересня 2002-го. Перший канал замінив РДТРК «Останкіно» 1 квітня 1995 року. Історичну назву «Перший канал» повернуто телеканалу в 2002-му (хоча назва ОРТ згадується на каналі та на його сайті й донині). 1 червня 2011-го канал перейшов на мовлення в форматі 16:9.
Телеканал ОРТ («Общественное Росийское Телевидения», тепер — «Перший канал») вийшов 1 квітня 1995 року на частоті «1-го каналу Останкіно». РДТРК «Останкіно» займала перший канал з грудня 1991 року. До початку 1995 року РДТРК «Останкіно» почала втрачати свої позиції. Соціологічні опитування, що проводилися в той момент в Москві показували, що телеканал значно поступався в денний час каналу 2х2, у вечірній час НТВ. У зв'язку з цим було прийнято рішення закрити телеканал. ОРТ створювався для того, щоб відновити інтерес до першого каналу російського телебачення.
24 грудня 2012 року телеканал почав мовлення у форматі «HD»

## Історія

### Радянський період
Перша програма Держтелерадіо СРСР існувала з 22 березня 1951 а. Спочатку це був другий телеканал в СРСР, без постійного мовлення, проте з часом з'явилися й інші канали. Перша програма не мала чітко вираженої тематики, транслюючи як новинні, такі як програма «Час», так і музичні програми, кінофільми, радянські мультфільми, а також освітні програми, такі як «Клуб мандрівників» і «В світі тварин». Гумористичні програми: «Навколо сміху», «КВК» і «Кабачок «13 стільців»». Дитячі: «В гостях у казки», «Будильник», «АБВГДейка». Телеігри: «Поле чудес», «Щасливий випадок», «Що? Де? Коли?». Розважальні: «МузОбоз», «Ранкова зірка», «Блакитний вогник». Громадсько-політичні програми «Погляд» і «До 16 і старше».
Основною заставкою першої програми була зірка-антена на синьому фоні з рухомими кільцями, що символізують радіохвилі, і підписом внизу «I програма», яка потім змінювалася на «ТВ СРСР». Приблизно в лютому 1988 року заставка була змінена: кола стали нерухомими, зник напис «ТВ СРСР», а фон став світло-блакитним з білим градієнтом.

### Перша половина 90-х
З кінця 1991 року «Перша програма» перестала існувати, і її замінив «1-й канал Останкіно» у складі РДТРК «Останкіно» — заснованого на базі Держтелерадіо СРСР. Головами ДТРК «Останкіно» в різний час були Єгор Яковлєв та Олександр Яковлєв.
На початку 1995 року «Останкіно» остаточно втратило свої, в минулому лідерські щодо інших каналів, позиції. Соціологічні дані дослідження телевізійної аудиторії по Москві, що проводились в той час, показували, що «Останкіно» значно поступалося за обсягом аудиторії в денний час телеканалу 2х2, а у вечірні години — НТВ, у зв'язку з цим було прийнято рішення закрити телеканал. Указом Президента 6 жовтня 1995 року телерадіокомпанія «Останкіно» була ліквідована.

### ОРТ і Перший канал
- Громадська Російське Телебачення було створено за ініціативою Асоціації Незалежних телевиробників, яка об'єднувала телекомпанії BID, АТВ та Клас!. 29 листопада 1994 Президент Російської Федерації видає указ «Про вдосконалення експлуатації першого частотного (м. Москва) каналу телебачення та мережі його поширення»[3] згідно з яким перший телевізійний канал передавався Акціонерному Товариству «Громадське Російське Телебачення». Відповідно до цього ж указу співзасновник і співвласником Громадського Російського Телебачення ставала РДТРК «Останкіно». Першим Генеральним директором ОРТ став відомий тележурналіст Владислав Лістьєв, який незабаром вводить на своєму каналі мораторій на рекламу, Головою Ради Директорів ОРТ став Голова РДТРК «Останкіно» Олександр Яковлєв, Генеральним продюсером ОРТ став Костянтин Ернст[4]. Після вбивства Лістьєва генеральним директором телеканалу став Сергій Благоволін, генеральним директором телекомпанії BID — Олександр Любимов, а Борис Березовський з'явився як власник найбільшої частки акцій ОРТ. Були закриті ряд програм — «Політбюро» та «Дело», ведучим програми «Тема» став Дмитро Менделєєв, ведучими програми «Час пік» стали провідні нічного випуску новин Сергій Шатунов і Дмитро Кисельов. Основним політичним ток-шоу стала програма «Один на один», ведучим якої став Олександр Любимов. Виробником інформаційних програм для ОРТ стала ІТА РДТРК «Останкіно», при цьому вона спільно з телекомпанією REN-TV стала виробляти програму «Версії».
- 1 жовтня 1995 була закрита програма «Версії», а навколо REN-TV стала створювати телемережа — Незалежна Мовна Система і в 1997 році програми REN-TV стали виходити на окремому, 49-му каналі[5]. У вересні 1995 року були також закриті телегра «Зрозумій мене» і розважальна програма «Іванов, Петров, Сидоров», вироблялися телекомпанією АТВ, після чого «Зрозумій мене» стала виходити на НТВ, а «Іванов, Петров, Сидоров» на РТР. Після призначення Сергія Шатунова відповідальним випусковим новинних програм телеканалу ОРТ одним з ведучих програми «Час пік» став Андрій Разбаш. 12 жовтня 1995 була скасована РДТРК «Останкіно» і ОРТ стало самостійно виробляти інформаційні програми.
- У 1996 році Дирекцію інформаційних програм ОРТ очолила Ксенія Пономарьова. Ведучими програми «Час» стали Аріна Шарапова та Ігор Гмиза, провідними денних новин Ігор хохуля, Олександра Буратаева, Катерина Андрєєва, Кирило Клейменов. У жовтні 1996 року, після невдачі на ОРТ аналітичної програми «19.59» (аналітична програма «Воскресіння» була закрита в квітні 1996 року, після відходу з ОРТ Неллі Петкова, яка замінила в 1995 році колишнього ведучого програми Сергія Алексєєва) і закриття на НТВ програми «Характери» (замінила собою «Версії», що перейшли в жовтні 1995 року на НТВ), на ОРТ повернувся Сергій Доренко і став виходити підсумковий випуск програми «Час» отримав назву «Інформаційно-аналітична програма Час з Сергієм Доренком». У самому кінці 1996 року з ОРТ на REN-TV перейшов Дмитро Кисельов. Андрій Разбаш залишився єдиним ведучим програми «Час пік».
- У жовтні 1997 року Генеральним директором ОРТ стала Ксенія Пономарьова, а Дирекцію інформаційних програм ОРТ очолив Олександр Любимов (незабаром на посаді Генерального директора Телекомпанії BID його замінила Лариса Синельщикова).
- 12 лютого 1998 на зборах акціонерів ОРТ ЗАТ «Громадське російське телебачення» перетворено із закритого акціонерного товариства у відкрите[6]\.
- У 1998 році Генеральним директором ОРТ став Ігор Шабдурасулов, Дирекцію інформаційних програм ОРТ очолив Сергій Доренко. Замість програми «Час пік» стала виходити програма «Тут і зараз», ведучим якої став Олександр Любимов, який також обійняв посаду голови Ради директорів Телекомпанії BID. У 1999 році Борису Березовському належить 49 % акцій телеканалу.
- У 1999 році Генеральним директором ОРТ став Костянтин Ернст, Дирекцію інформаційних програм ОРТ очолила Тетяна Кошкарева. Сергій Доренко став вести іншу аналітичну програму, що отримала назву «Авторська програма Сергія Доренка», а інформаційно-аналітичну програму «Час» по суботах став вести Павло Шеремет і програма стала називатися «Аналітична програма „Час“». Ведучими програми «Час» стали Катерина Андрєєва та Кирило Клейменов, провідними денних випусків Ігор Гмиза та Олександра Буратаева. Випуск новин о 18:00 був збільшений до 25 хвилин, програма стала називати «Новини. Вечірній випуск», ведучою якої стали Жанна Агалакова та Ігор Вихухолєв.
- З січня по жовтень 2000 року, після відходу Павла Шеремета, програма Доренка стала виходити щосуботи, а ведучою т. зв. аналітичної програми стала Катерина Андрєєва і програма стала називатися «Час. Недільний випуск». Програма «Тут і зараз» стала виходити в рамках програми «Час», яка отримала назву «Час. Інформаційний канал». Олександра Буратаєва у зв'язку з обранням депутатом Державної Думи Федеральних Зборів Російської Федерації покинула ОРТ.
- 27 серпня 2000 року, під час пожежі на Останкінської телевежі, мовлення ОРТ припинилося і перейшло на частоту телеканалу «Столиця», єдиного, який тоді працював у Москві. Протягом декількох днів функціонував Спільний канал ОРТ-РТР, на якому транслювалися передачі обох каналів. На екрані були обидва логотипи каналу: РТР (нині — телеканал «Росія») в лівому верхньому кутку і ОРТ (нині — «Перший канал») у правому верхньому кутку; внизу знаходився підпис «Спільний канал ОРТ-РТР».[7] В інших містах канали продовжували вести мовлення окремо.[8]
- У жовтні 2000 року на каналі відбулася «велика революція», тобто кардинальна зміна сітки мовлення. ОРТ переживав творчу криза, через що довелося закрити 12 програм[9]. В цей же час канал кардинально змінює оформлення.

Головний художник ОРТ (Першого каналу) Дмитро Ликино:
 — Ми вирішили, що час криків пройшло. Ну, це як раніше в «нових росіян» була мода одягатися від Армані, а потім від цього стали йти. Всі останні роки головним словом в оформленні ОРТ був пафос. Зараз ми перестали самостверджуватися, щось викрикувати, взагалі прибрали весь цей варварський грубий стиль (нехай і подобався телеглядачам). Раніше було Громадське російське телебачення, тепер просто Перший канал. Раніше було щось «головне про старий», а тепер абсолютно нова естетика. Ми повністю відмовилися від комп'ютерної графіки, намагаємося знімати оформлення, як живе кіно. Забавно, але зараз ми вичищаємо все те, чим раніше пишалися. 
 <…> Тепер замість голубів в заставках ширяє скляна установка — «магічне дзеркало реальності». Для того щоб змусити здоровенну штуковину «парити», знадобився спеціальний кран і троси. Одна з заставок знімалася в аеропорту «Домодєдово» — якраз коли приземлився черговий рейс. Натовп, побачивши насувається дзеркальне споруда, мало не повернула назад у літак.
- Восени 2000 року «Авторська програма Сергія Доренка» була закрита, а Дирекцію інформаційних програм ОРТ очолив Сергій Горячев. Незабаром була закрита і програма «Час: Недільний випуск». До 2001 року ОРТ не мало власних недільних аналітичних програм, а замість них виходило виконуюче функції підсумкової програми аналітичне ток-шоу «Пори», ведучими якого стали Володимир Познер та Жанна Агалакова[11]. У цьому ж році була закрита програма «Тема».
- У квітні 2001 року були закриті програма «Погляд» та «Тут і зараз», а Олександр Любимов був призначений Першим заступником Генерального Директора ОРТ / Першого каналу, пробувши на цій посаді до весни 2003 рік а[12]. Восени 2001 року нічний випуск новин був закритий[13], а замість нього стала виходити інформаційно-аналітична програма «Нічний час», ведучим якої став колишній кореспондент каналу Андрій Батурин, а пізніше і перейшов з НТВ Петро Марченко.
- 29 липня 2002 року на річних зборах акціонерів ОРТ прийнято рішення про перейменування телекомпанії.[14][15]
- 2 вересня 2002 року телекомпанія ОРТ поміняла свою назву і стала називатися ВАТ «Перший канал», міжнародне відділення — ЗАТ «Перший канал. Всесвітня Мережа», компанія з виробництва відеокасет, згодом DVD-дисків — «Перша Відеокомпанія», а музичний лейбл звукозапису — «Перший музичний лейбл». Причина перейменування — зміна особи, зникнення багатьох передач, багато років виходили на ОРТ.
- Восени 2002 року «Пори» стали виходити в ефір о 18:00, а в липні 2003 року недільний випуск програми «Час» відновили, його ведучими стали Петро Марченко та Андрій Батурин[16].
- З 24 березня 2003 року, з метою «[17]» Перший канал перейшов на цілодобове мовлення, випуски новин виходили щогодини. Були залучені всі основні ведучі новин: Катерина Андрєєва, Кирило Клейменов, Петро Марченко, Андрій Батурин, Ольга Кукурекин, Жанна Агалакова, Євген Агошков, а також Володимир Познер та Світлана Сорокіна. Через деякий час цілодобове мовлення було скасовано. З 1 жовтня 2003 року було запущено цілодобове мовлення на постійній основі[18].
- У листопаді 2003 року відбувся перехід на часткове стерео оповіщення.[19] Телеканал стає найприбутковішим серед всіх російських телеканалів.[20]. З листопада 2003 по 14 грудня 2008 в лівому нижньому кутку екрана періодично стояв логотип стереозвучання у вигляді двох перехрещених квадратів[21] — розпізнавальний знак для передач у форматі стерео. Використовувався в телепередачах «Останній герой», «Можеш? Заспівай !», «Вгадай мелодію», «Фабрика зірок», «Великі гонки», «Дві зірки», «Новорічна ніч на Першому каналі», в деяких фільмах, серіалах, трансляціях, концертах і розважальних передачах каналу. Останній раз цей ідентифікатор з'явився в ефір 14 грудня 2008 року і був прибраний.
- У 2005 році була закрита програма «Нічний час», а нічний випуск новин був відновлений. Недільний випуск також зазнав значних змін (збільшив хронометраж з 45 хвилин до 1 години, його ведучим став Петро Толстой, а програма стала називатися «Недільне Час») (до цього ведучий говорив «Підсумки тижня, що минає в недільній програмі Час …»[22]). Програма «Основний інстинкт» була замінена програмою «Судіть самі». Телеканал покидають Євген Агошков та Світлана Сорокіна[23].
- У 2008 році на місці колишньої концертної студії «Останкіно»[24] був запущено новий інформаційний комплекс. Здійснено перехід з аналогового на цифрове мовлення[25].
- 1 квітня 2010 Першому каналу виповнилося 15 років.
- 1 червня 2011 Перший канал, першим з федеральних каналів Росії, перейшов на формат мовлення 16:9 (для цифрового та супутникового мовлення), а так само на 14:9 (для звичайної антени і кабельних аналогових мереж). До кінця липня показ реклами відбувався у форматі 4:3 (деякі ролики змогли прилаштуватися до формату Першого). З 1 серпня реклама повністю перейшла на новий формат Першого каналу.
- У різні часи на ОРТ починали віщати інші незалежні мовники, наприклад Міждержавна телерадіокомпанія «Мир» з програмою «Разом» (Новини країн СНД)

### Хронологія назв телеканалу

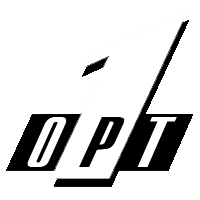
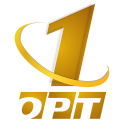

| Дата                                               | Назва                                                                        |
| -------------------------------------------------- | ---------------------------------------------------------------------------- |
| 22 березня 1951 — 24 грудня 1991                   | «Перша програма ЦТ СРСР»                                                     |
| 25 грудня 1991 — 31 березня 1995                   | «1 канал Останкіно»                                                          |
| 1 квітня 1995 — 1 вересня 2002                     | «Громадське Російське Телебачення»                                           |
| 28 серпня 2000 — 3 вересня 2000 (Москва і область) | «Спільний канал ОРТ + РТР» (через пожежу на Останкінській телевежі в Москві) |
| 2 вересня 2002 — по наш час                        | Перший канал                                                                 |

## Слогани
- «В ефірі телебачення Останкіно» — з 1991 по 1995 рік.
- «Це — Перший!» — Весна і літо 1995 рік.
- «Подивимося?», — З 1999 по 2003 рік.
- «Перший покаже» — з 2003 по 2005 рік.
- «Формула Першого» — з 2006 по 2007 рік.
- «Команда Першого. Аси ефіру» — з 2007 по 2009 рік.
- «Шанс на свіже телебачення», «Право на свіже телебачення», «Пора свіжого телебачення», «Час свіжого телебачення» — з 2009 року по лютий 2011 року.
- З 1 березня 2011 слоган не звучить в ефірі.

## Мовлення
Ефірне мовлення здійснюється за системою аналогового кольорового телебачення SECAM, формат 14:9 — для звичайної антени і кабельних аналогових мереж) і 16:9 — для цифрового та супутникового мовлення (до 1 червня 2011 мовлення відбувалося у форматі 4:3).
З листопада 2003 року канал частково перейшов на стерео оповіщення.
1 червня 2011 року Перший канал, першим з федеральних каналів Росії перейшов у формат мовлення 14:9 (для звичайної антени і кабельних аналогових мереж) і 16:9 (для цифрового та супутникового мовлення).
Перший канал входить до складу першого мультиплексу цифрового телебачення DVB-T.
Телеканал мовить у кабельній мережі НКР в Москві на частоті 223,25 МГц.
Також Перший канал має чотири тимчасових дублі для мовлення на східні регіони Росії, що транслюються через супутник.
C 2011 транслює також по радіо.

### Перший канал. Всесвітня Мережа
Мовленням Першого каналу за кордоном з 1999 по 2002 рр.. займалося ЗАТ «ОРТ-міжнародне», а з 2002 року до цього дня — ЗАТ «Перший канал. Всесвітня Мережа», чиє мовлення охоплює весь світ.

### Супутникове мовлення
Супутникове мовлення здійснюється в пакетах НТВ-Плюс, Триколор ТВ, Платформа DV, Телекарта ТВ, Оріон Експрес, GlobeCast, Спутниковое МТС ТВ.

### Телетекст
Телевізійний канал володіє самим інформаційно наповненим телетекстом з російських каналів і містить в собі:
- Програму передач всіх загальноросійських каналів
- Прогноз погоди по країні, Європі і світовим курортам
- Курси валют
- Новини, Спорт
- Анонси передач
- Субтитри для деяких програм
- Рекламу, оголошення та довідкові телефони
- Кухні народів світу
- Корисні поради
- Час
- Дата

## Акціонери
- Уряд Російської Федерації — 75 %
- Національна Медіа Група — 25 %

## Керівники

### Генеральні директори
- Владислав Лістьєв (1995)
- Сергій Благоволін (1995—1997)
- Ксенія Пономарьова (1997—1998)
- Ігор Шабдурасулов (1998—1999)
- Костянтин Ернст (з 1999)

### Генеральні продюсери
- Костянтин Ернст (1995—2001)[27]
- Олександр Файфман (з 2001)

### Голови Ради Директорів
- Олександр Яковлєв (1995—1998)
- Віталій Ігнатенко (1998—2001)
- Михайло Піотровський (2001—2005)[28]
- Сергій Наришкін (2005—2009)[29]
- Сергій Собянін (2009[30] −2010)
- Анатолій Торкунов (з 2011)[31]

### Перші заступники Генерального директора
- Бадрі Патаркацишвілі (до 2001[32])
- Олександр Любимов (2001—2003[33])
- Олександр Цекало (2007—2009)
- Олександр Файфман (2009-н. В.)

### Директори громадських зв'язків
- Ігор Буренков (2000—2007)
- Лариса Кримова (з 2007[34])

## Дирекції

### Дирекція інформаційних програм
Виробництвом інформаційних програм для Першого каналу займається Дирекція інформаційних програм Першого каналу.
Інформаційними програмами Громадського Російського Телебачення стали «Новини» і «Время» вироблялися спільно з Інформаційним Телевізійним Агентством до 1996 року, а з 10 березня 1996 самостійно і Версії (ведучий — Сергій Доренко) вироблялися спільно з Телекомпанією REN-TV, закрито 1 жовтня 1996 року, аналітичною програмою залишалося «Воскресіння» (ведучий — Сергій Алексєєв, незабаром покинув ОРТ) вироблялося спільно з Інформаційним Телевізійним Агентством, замінена програмою «19.59», яка також була незабаром закрита, а з жовтня 1996 року «Час» (ведучий — Сергій Доренко). Таким чином в основу інформаційної служби Громадського Російського Телебачення повністю лягла інформаційна служба Російської Державної Телерадіокомпанії «Останкіно».

### Головні продюсери
- Ксенія Пономарьова (1996—1997)
- Сергій Доренко (1998—1999)
- Рустам Нурзікулов (1999—2000)

### Заступники директора Дирекції інформаційних програм
- Михайло Світличний (1995 -?)

### Директори
- Олександр Любимов (13 жовтня 1997 — березня 1998)
- Тетяна Кошкарева (червень 1999 — вересень 2000)
- Сергій Горячев (з вересня 2000 по 2004 рік)[35]
- Кирило Клейменов (з 2004)[36]

### Дирекція кінопоказу
З 1995 року продюсером Дирекції кінопоказу є Анатолій Максимов.

### Дирекція спортивних програм
З 1995 року директором Дирекції спортивних програм є Микола Малишев. Основні спортивні коментатори і ведучі новин спорту каналу в 2000-ті роки — Віктор Гусєв, Костянтин Виборнов (звільнився у 2009 році), Володимир Топільська, Володимир Гомельський, Андрій Голованов, Володимир Гендлін та інші.

### Студія спецпроєктів
Підрозділ, який займається виробництвом ток-шоу для Першого каналу («Нехай говорять», «Основний інстинкт», «Судіть самі», «Малахов +» і Перший канал. Основний інстинкт <! — Заголовок доданий ботом -->])

## Ведучі каналу
|  | - Катерина Андреєва - Сергій Бабаєв - Надія Бабкіна - Борис Берман - Дмитро Борисов - Олександр Васильєв - Лариса Вербицька - Василіса Володіна - Юрій Вяземський - Олексій Галатіна - Тетяна Герасимова - Олександр Гордон - Нонна Гришаєва - Віктор Гусєв - Лариса Гузєєва - Дмитро Дібров | - Віталій Єлісєєв - Михайло Єфремов - Ільдар Жандаров - В'ячеслав Зайцев - Юлія Зиміна - Олександр Ільїн - Тимур Кізяков - Олена Кізякова - Валерія Корабльова - Сергій Колесников - Борис Крюк - Анатолій Лазарєв - Марія Лемешева - Михайло Леонтьєв - Ілзе Лієпа - Андрій Макаров | - Антон Макарський - Олена Малишева - Гарік Мартиросян - Олександр Масляков (мол.) - Сергій Медведєв - Катерина Мцітурідзе - Кирило Набутів - Дмитро Нагієв - Юрій Ніколаїв - Олександр Олешко - Іван Охлобистін - Юлія Панкратова - Леонід Парфьонов - Валдіс Пельш | - Олексій Піманов - Валентина Піманова - Володимир Познер - Антон Привільне - Олена Проклова - Сергій Светлаков - Наталія Семеніхіна - Ірина Слуцька - Катерина Стриженова - Роза Сябітова - Олег Тактаров - Дмитро Терехов - Марк Тішман - Петро Толстой - Сергій Тугуші - Андрій Туманов | - Ольга Ушакова - Евеліна Хромченко - Олександр Цекало - Олена Чекалова - Яна Чурікова - Аріна Шарапова - Максим Шарафутдінов - Максим Шевченко - Дмитро Шепелєв - Михайло Ширвіндт - Сергій Шолохов - Марія Шукшина - Борис Щербаков - Леонід Якубович |

На даний момент голосом каналу є Олексій Неклюдов, однак з липня 2011 року досі невідомо, чи знаходиться в даний час у відпустці або повернувся.

### Ведучі та співробітники минулих років
У творчому колективі каналу в різний час працювали такі відомі люди:
|  | - Костянтин Абаєв - Амаяк Акопян - Сергій Алексєєв - Володимир Байрачний - Андрій Батурин - Віра Брежнєва - Сергій Бодров мол. - Олександр Масляков † - Дана Борисова - Ігор Кваша - Михайло Боярський - Олександра Буратаева - Юрій Васильєв - Павло Веденяпин - Ігор Верник - Олексій Веселкін - Ігор Вознесенський - Володимир Ворошилов - Віталій Вульф - Костянтин Виборнов - Ігор Хохуля | - Володимир Гаврилов - Максим Галкін - Георгій Галустьян - Андрій Малахов - Матвій Ганапольський - Ігор Гмиза - Лариса Грібалева - Юрій Григор'єв - Юлій Гусман - Наталія Дар'ялова - Євген Дворжецький - Сергій Доренко - Микола Дроздов - Михайло Євдокимов - Олена Іщеєвої - Олеся Баршева - Леся Башева - Іван Ургант - Сергій Капіца - Дмитро Кисельов | - Марія Кисельова - Микола Ковбас - Ольга Кокорекина - Валерій Комісаров - Юрій Краузе - Лариса Кривцова - Вячеслав Кріскевіч - Віктор Кряковцев - Валентина Леонтьєва - Олександр Любимов - Павло Улюбленців - Андрій Макаревич - Михайло Марфін - Петро Марченко - Дмитро Менделєєв - Лоліта Мілявська - Олександр Мірзаян - Всеволод Нерознак | - Лев Миколаїв - Микола Ніколаєв - Олег Осипов - Сергій Переверзєв - Володимир Перетурін - Євген Петросян - Юлія Пустовойтова - Оксана Пушкіна - Андрій Разбаш - Олександр Семчев - Юрій Сенкевич - Гліб Скороходов - Володимир Соловйов - Світлана Сорокіна - Саті Співакова - Ксенія Стриж - Олександр Стриженов - Федір Стуков | - Юрій Стицковський - Євген Стичкін - Сергій Супонєв - Володимир Сухий - Михайло Таратута - Віктор Татарський - Текле Товста - Ігор Угольников - Ігор Фесуненко - Леонід Філатов - Олег Філімонов - Микола Фоменко - Дмитро Хаустов - Олег Шкловський - Леонід Ярмольник |

## Музичні оформлювачі
- 1995 — Володимир Рацкевіч
- 1995–2001 — Сергій Чекрижов (музику виконує група «Нещасний випадок», аранжування мелодії Свиридова до програми «Час» звучить дотепер)
- 2000–2022 — Олег Литвишко
- Павло Єсенін — вечірня програма «Новини»

## Кінопроєкти
Перший канал брав участь у зйомці та просуванні деяких російських фільмів:
- «Особливості національного полювання в зимовий період» (2000)
- «72 метри» (2004);
- «Нічний дозор» (2004);
- «Турецький гамбіт» (2005);
- «Грозові ворота» (2006);
- «Денний дозор» (2006);
- «Князь Володимир» (2006).
- «Іронія долі. Продовження» (2007—2008);
- «Кохання-зітхання 2» (2008);
- «Ялинки» (2010);
- «Край» (2010);
- «Лускунчик і Щурячий Король» (2011)
- «Висоцький. Дякую, що живий» (2011)

Канал також брав участь у роботі над історико-художнім фільмом Андрія Кравчука «Адмірал».

## Блокування
Після початку російської збройної агресії проти України у 2014 році та повномасштабного вторгнення у 2022 році канал заблокували в деяких країнах через поширення російської пропаганди, зокрема в Україні, Молдові.

## Критика
Завдяки телеведучому Сергію Доренку, в 1990-ті роки канал агресивно й не завжди аргументовано критикував опозиційних політиків, з'явилося поняття «телекілера» («медіакілер»). Олександр Мельман стверджує, що під час катастрофи човна «Курськ» Доренко виконував замовлення Бориса Березовського.
Деякі документальні фільми каналу звинувачуються в упередженості й необґрунтованість висловлених ідей:
- Фільм «Війна 08.08.08. Мистецтво зради „викликав гостру реакцію української влади[41];
- Фільм «Операція» «Кавказ» викликав критику журналістів радіо «Свобода»[42];
- У фільмі «Цвіль» були задіяні явно спірні факти, що отримало негативні відгуки в ЗМІ[43].

У програмі «Час» від 20 вересня 2009 року був показаний завідомо хибний переклад президента Обами, і, таким чином, автором опублікованих на YouTube роликів робиться висновок, що Перший канал — «засіб для обдурення росіян».
Під час демократичних подій «Євромайдану» прийняла активну позицію на дезінформацію подій в Україні.

## Цікаві факти
- Костянтин Ернст працює на Першому каналі з 1995 року.
- Логотип «Одиниця з роздвоєним низом» встановив абсолютний рекорд на каналі: він використовується в правому верхньому куті екрану вже 11 років. Він як і раніше використовується на каналі, незважаючи на його новий формат.
- Попри те, що сам канал уже мовить у форматі 16:9, на офіційному сайті телеканалу записи передач з невідомих причин досі розміщуються у форматі 4:3.
- Щороку 23 лютого, 8 березня, 9 травня і з 31 грудня по 3 січня телеканал транслюється без реклами. Ця практика була запущена в 1999 році  [Архівовано 25 липня 2012 у Wayback Machine.] і застосовується досі
- Логотип «Одиниця з роздвоєним низом» дуже схожа на логотип німецького телеканалу ARD